# Diorygopyx
Diorygopyx là một chi bọ cánh cứng thuộc họ Scarabaeidae.